# Artyom Koveshnikov
Artyom Igorevich Koveshnikov (tiếng Nga: Артём Игоревич Ковешников; sinh ngày 2 tháng 1 năm 1993) là một cầu thủ bóng đá người Nga hiện tại thi đấu cho F.K. Torpedo Vladimir.

## Cuộc sống ban đầu
Sinh ra ở Nga, anh học tập tại Trudovye Rezervy.

## Sự nghiệp
Anh có màn ra mắt tại Giải bóng đá chuyên nghiệp quốc gia Nga cho F.K. Torpedo Vladimir vào ngày 17 tháng 9 năm 2013 trong trận đấu với FC Kolomna.